# Ninjutsu
   Ninjutsu ...   (Japans: 忍術 - "de kunst van verbergen") is een Japanse krijgskunst, ontwikkeld door bewoners van de bergstreken in de voormalige provincie Iga (het huidige Mie) en Kōka (in Shiga) uit hun kennis van jacht- en vechttechnieken. 
Ninjitsu is een veel voorkomende foutieve spelling. "Jitsu" (Japans: 実) betekent "waarheid" en heeft in deze context weinig te maken met het onderwerp.
Dit is dit wel de schrijfwijze die (officieel) in Europa gebruikt wordt. Al is dit, historisch gesproken, fout overgenomen.
Ninjutsu is ontstaan in de bergregionen van Japan. Sterk georiënteerd op het boeddhisme en het strategische schrijfwerk van de Chinees Sun Tzu, ontwikkelden de bewoners (ook wel Yamabushi genoemd) een krijgskunst om zowel het eigen land te verdedigen alsmede geld te verdienen door als huurlingen te werken voor landheren en zelfs shogun. Ninja hadden in tegenstelling tot de samoerai geen codes van eer en hoefden geen verantwoording af te leggen aan een landheer of andere Japanse leiders. Ninja werden door landheren vaak gebruikt als spionnen of huurmoordenaars. Juist door het gebrek aan erecode waren ninja hier ideale kandidaten voor, om nog niet eens te spreken over hun magnifieke en geruisloze manier van werken. 
Het kwam zelfs voor dat ninja, voor spionagemissies, tijdelijk als samoerai door het leven gingen. 
Het eerste gedocumenteerde boek geschreven over ninjutsu, verscheen in de Heian periode (794-1185). Speciale ninjutsu-technieken zijn het verborgen blijven, spioneren, legertactieken, desillusioneren van de vijand, ontwijken, dwaalsporen uitzetten en vergaren van informatie. Ook werd geoefend in vermommingen, ontsnappingen, camouflage, medicijnen en giffen, explosieven en wapens, het wapenloos gevecht (taijutsu genaamd, sterk te vergelijken met jiujutsu), boogschieten, zwaardvechten en behendigheid met de shuriken (ook wel bekend als werpster). De technieken werden in het geheim beoefend. Er zijn o.a. geheime manuscripten uit de 16e en 17e eeuw overgebleven: de Shōninki, Bansenshūkai en Ninpiden genaamd.
De bekendste ninjutsu-beoefenaars op dit moment zijn Masaaki Hatsumi, Shōtō Tanemura, Stephen Hayes en Jinichi Kawakami.